# Néa Ionía
Néa Ionía (en grec : Νέα Ιωνία) ou Nouvelle-Ionie est une ville de Grèce situé en Attique dans l'agglomération d'Athènes. Elle tire son nom de l'Ionie, région d'Asie mineure occidentale dont les habitants, chassés par l'échange obligatoire de populations institué par le traité de Lausanne (1923) ont été nombreux à peupler les banlieues d'Athènes. Selon le recensement de 2001, la population de la ville atteint 66 017 habitants. Le maire de Néa Ionía était alors Héraklès Gotsis.

## Géographie
Nea Ionia se trouve à 7 kilomètres au nord-est du centre-ville d'Athènes.
La commune a une superficie de 4,421 km2.

## Démographie
| 1981   | 1991   | 2001   | 2011   |
| ------ | ------ | ------ | ------ |
| 59 202 | 60 635 | 66 017 | 67 134 |

| 2021   | - | - | - |
| ------ | - | - | - |
| 64 611 | - | - | - |

## Transports
Nea Ionia est desservie par trois stations de la ligne 1 du métro d'Athènes: Néa Ionía, Pefkákia et Perissós.

## Personnalité liée à la ville
- Níkos Milióris, écrivain.
- Maria Farantouri, chanteuse grecque.
- Stélios Kazantzídis, chanteur grec